# Termitopisthes parallelus
Termitopisthes parallelus är en skalbaggsart som beskrevs av Champion och Erich Wasmann 1923. Termitopisthes parallelus ingår i släktet Termitopisthes och familjen Aphodiidae. Inga underarter finns listade i Catalogue of Life.